# 진 (건담 시리즈)
진(영어: Ginn, 일본어: ジン)은  TV 애니메이션 《기동전사 건담 SEED》 시리즈에 등장하는 모빌 슈트(MS)로 분류되는 가공의 유인 조종식 인간형 로봇 병기이다. 플랜트의 군사 조직 자프트의 주력 양산형 모빌 슈트로 이야기 첫머리부터 다수의 기체가 등장하며, 후속편인 《기동전사 건담 SEED DESTINY》 초반에도 자쿠 워리어 등의 신형기들과 함께 배치되어 있다.
메카닉 디자인은 오오카와라 쿠니오가 담당하였다. 《기동전사 건담》에 등장하는 자쿠 II 등의 지온 공국군 계열 모빌 슈트(MS)와 닮은 홑눈(모노 아이)식의 메인 카메라를 가지고 있는 것 외에 후두부에 닭볏 모양의 안테나와 등부분에 날개형 스러스터와 같은 독자적인 특징도 가지고 있다. 이러한 특징은 작품 내에 등장하는 자프트 계열의 모빌 슈트 대부분에서 보여진다.

## 같이 보기
- 건담 시리즈의 병기 목록
- 기동전사 건담 SEED